# بني الطيار (الرجم)

تعديل مصدري - تعديل

بني الطيار هي إحدى قرى عزلة البشاري بمديرية الرجم التابعة لمحافظة المحويت، بلغ تعداد سكانها 369 نسمة حسب تعداد اليمن لعام 2004.